# 埃达卡利纳杜
埃达卡利纳杜（Edakalinadu），是印度泰米尔纳德邦Kancheepuram县的一个城镇。总人口25769（2001年）。

## 人口
该地2001年总人口25769人，其中男性12723人，女性13046人；0—6岁人口3094人，其中男1593人，女1501人；识字率60.04%，其中男性为69.19%，女性为51.12%。